# Nikolai Severțov
Nikolai Alekseevici Severțov (n. 24 octombrie/5 noiembrie 1827, Voronej, Imperiul Rus – d. 26 ianuarie/7 februarie 1885, Râul Don, Regiunea Volgograd, Rusia) a fost un explorator și naturalist rus.